# Panicum fauriei
Panicum fauriei là một loài thực vật có hoa trong họ Hòa thảo. Loài này được Hitchc. mô tả khoa học đầu tiên năm 1922.

## Hình ảnh

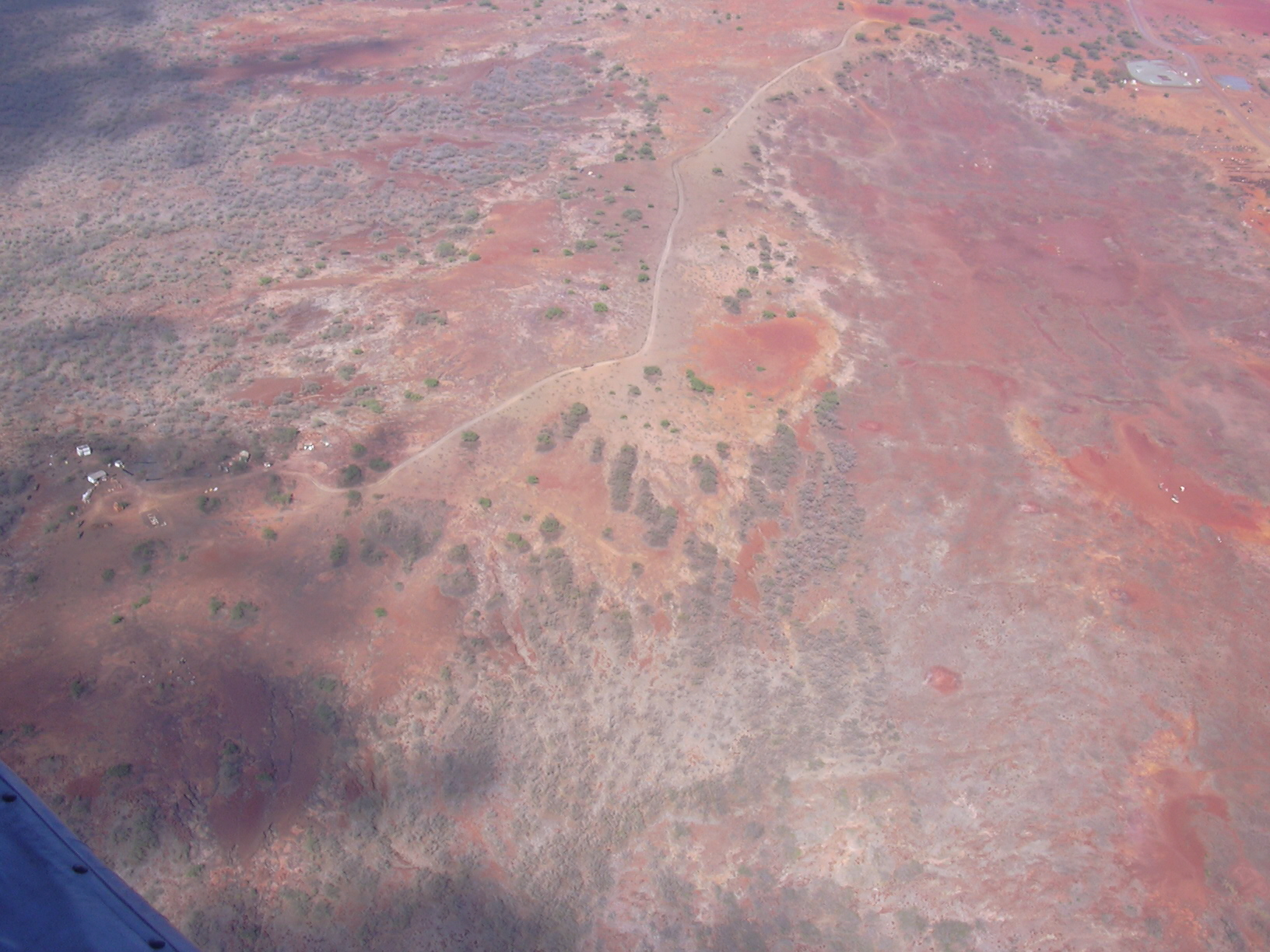
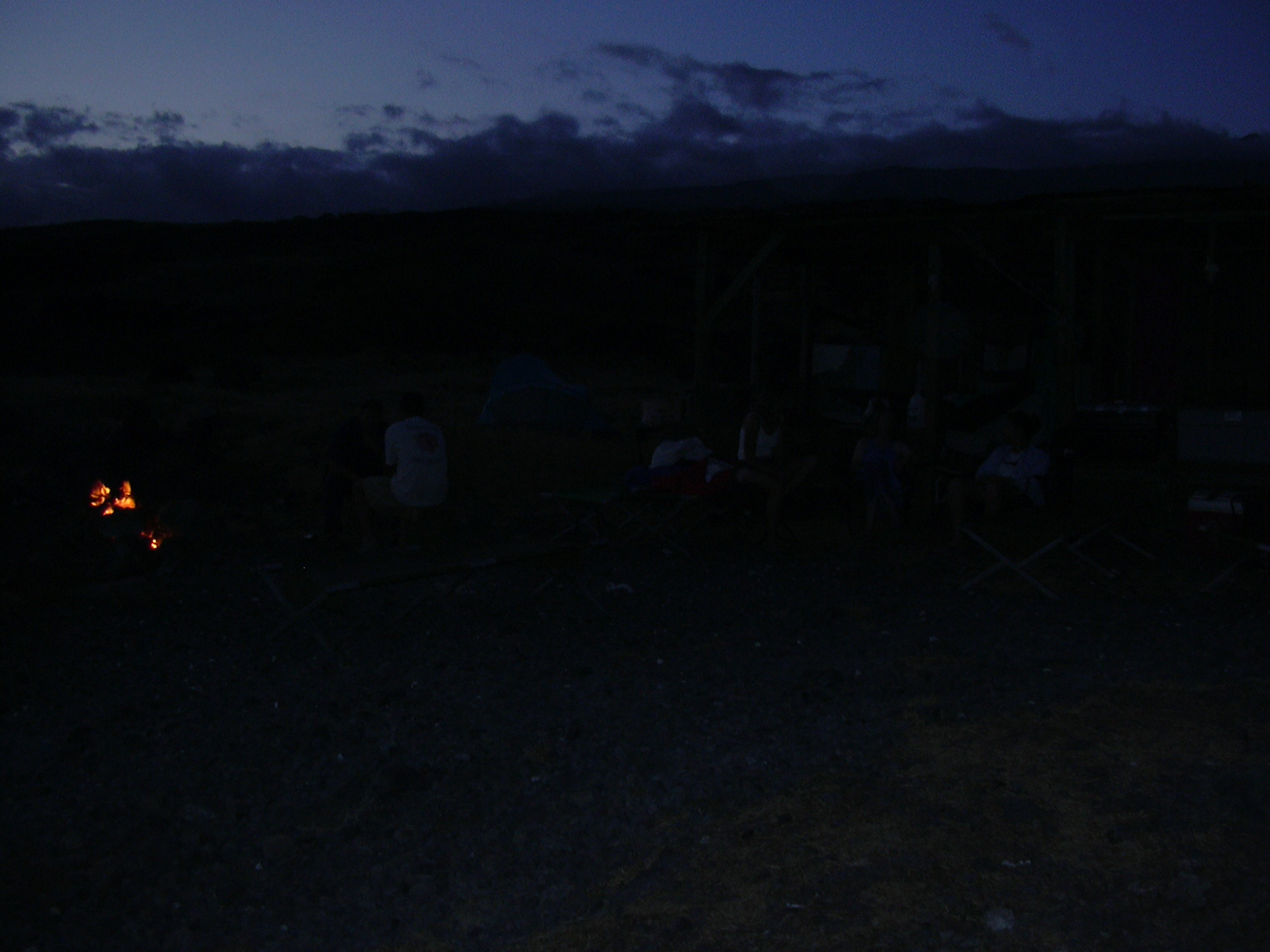
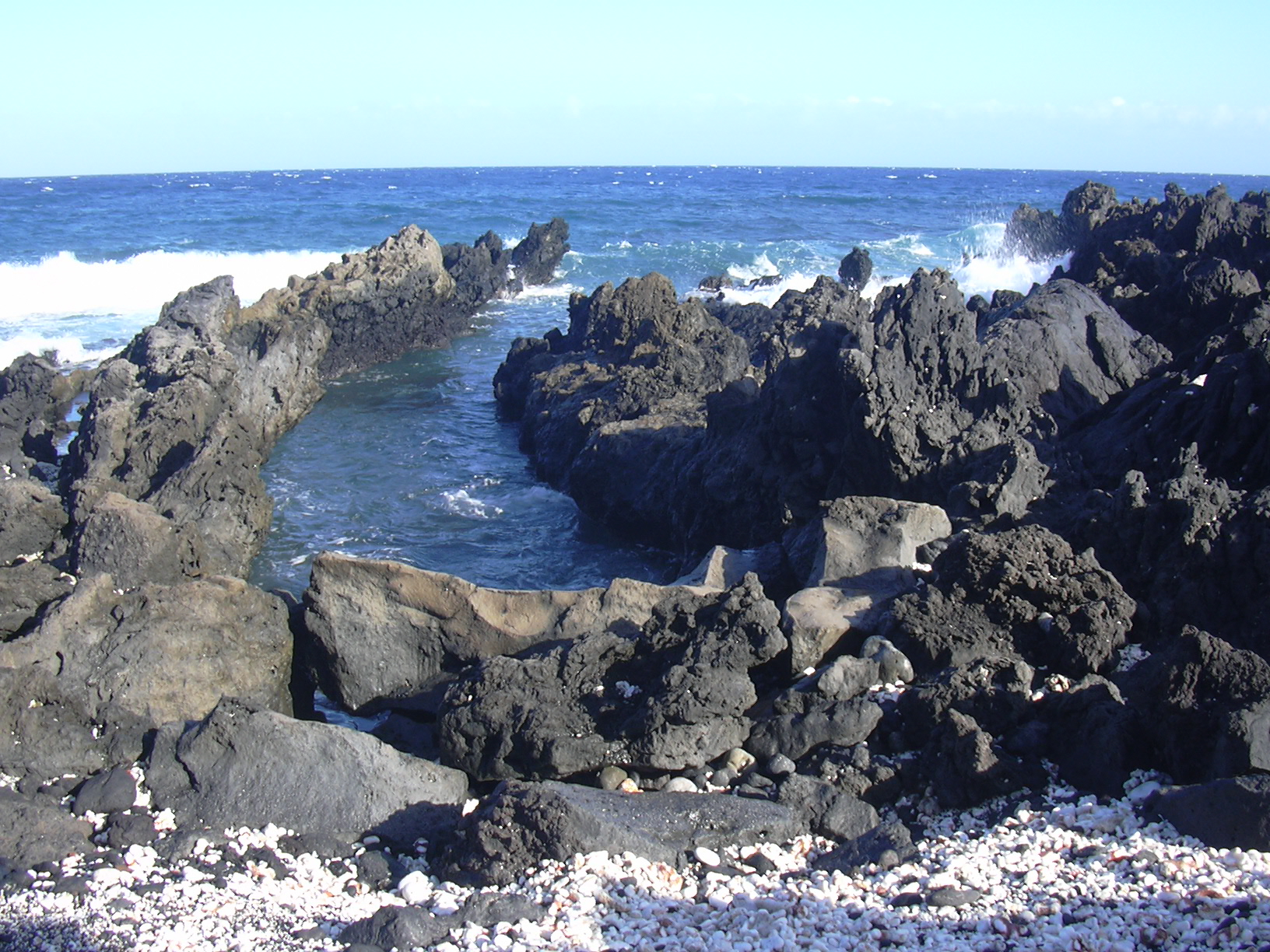
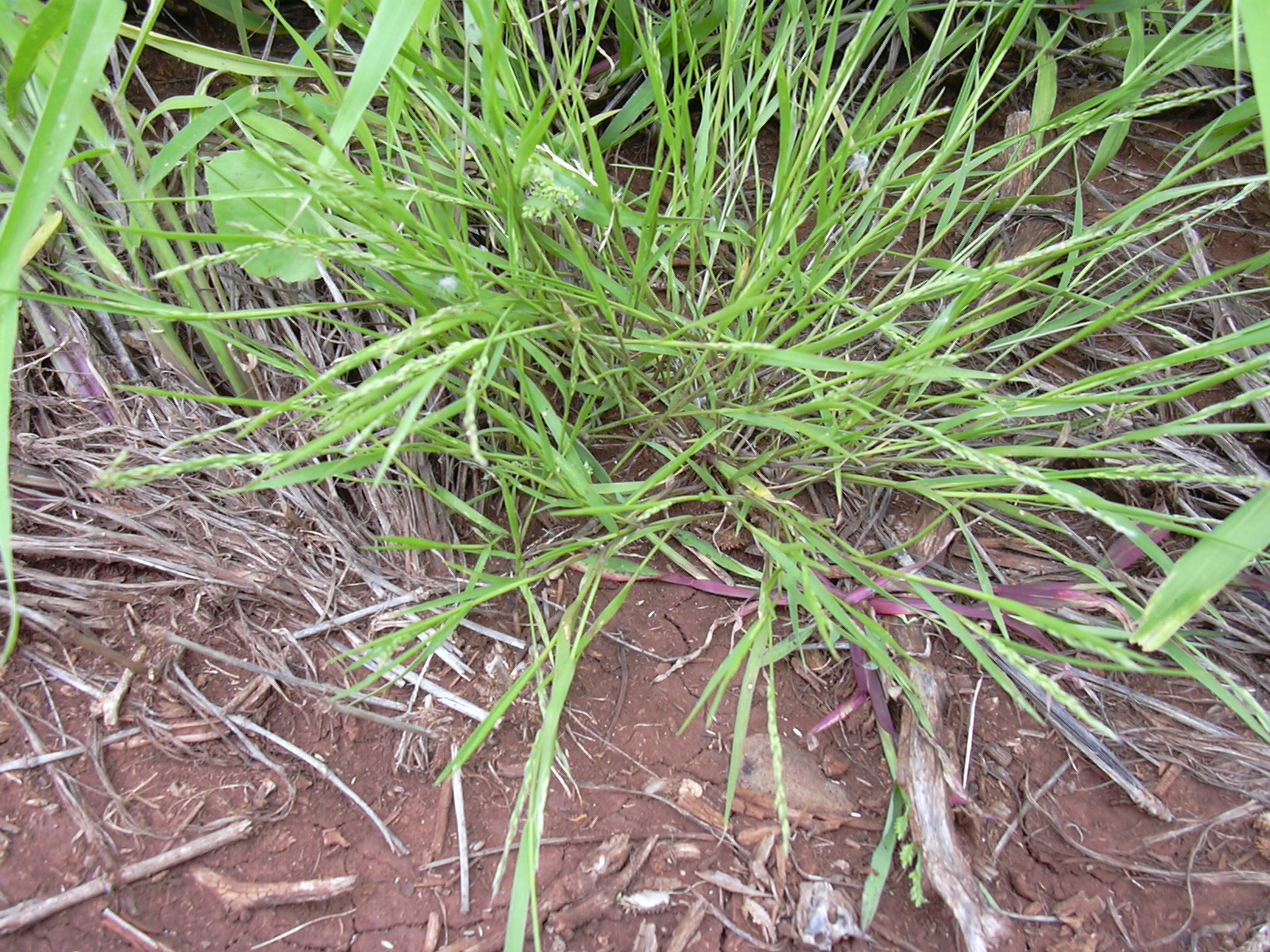